# Хосе Альборнос
Хосе Альборнос (ісп. José Albornoz, нар. 19 липня 1970, Кордова) — аргентинський футболіст, що грав на позиції півзахисника, зокрема за «Рівер Плейт» та національну збірну Аргентини.

## Клубна кар'єра
У дорослому футболі дебютував 1986 року виступами за команду «Тальєрес», в якій провів лише 16 матчів чемпіонату. 
Згодом з 1990 по 1993 рік грав у складі команд «Депортіво Еспаньйол», «Сан-Лоренсо» та «Депортіво Еспаньйол».
У 1992–1994 роках грав за «Рівер Плейт». Був здебільшого резервним гравцем команди, яка протягом цього періоду двічі вигравала титул чемпіона Аргентини.
Протягом решти 1990-х років встиг пограти за «Расінг» (Авельянеда), «Хімнасія і Есгріма», «Індепендьєнте», «Ньюеллс Олд Бойз» та португальський «Марітіму».
2000 року пограв за болівійський «Уніон Сентраль», після чого завершував кар'єру на батьківщині у складі «Хімнасія і Есгріма», «Олімпо», «Бельграно» та «Алумні де Вілья Марія».

## Виступи за збірну
1996 року дебютував в офіційних матчах у складі національної збірної Аргентини.
Загалом протягом дворічної кар'єри в національній команді провів у її формі 3 матчі, забивши 1 гол.

## Титули і досягнення
- Чемпіон Аргентини (2):

«Рівер Плейт»: Апертура 1993, Апертура 1994